# Vasilijus Lendel
Vasilijus Lendel (Panevėžys, 9 april 1995) is een Litouws baanwielrenner.

## Carrière
Lendel nam in 2014 voor het eerst deel aan het Europees kampioenschap bij de elite. Hij werd vierde in het keirin en 8e in de sprint. In 2017 nam hij voor het eerst deel aan het wereldkampioenschap waar hij 18e werd in de sprint en 21e in het keirin. In 2019 nam hij deel aan de Europese Spelen en werd 5e in de sprint. Een jaar later behaalde hij de bronzen medaille op het Europese kampioenschap in de sprint.
In 2024 nam hij deel aan de Olympische Spelen in Parijs waar hij 15e werd in de sprint en 23e in het keirin.

## Erelijst
| Jaar     | LK              | EK                                  | WK                                 | Overige                                  |
| -------- | --------------- | ----------------------------------- | ---------------------------------- | ---------------------------------------- |
| Junioren |                 |                                     |                                    |                                          |
| 2013     |                 |                                     | 6e teamsprint 9e sprint 13e keirin |                                          |
| Elite    |                 |                                     |                                    |                                          |
| 2014     |                 | 5e sprint 5e keirin                 |                                    |                                          |
| 2015     |                 | 5e sprint 5e keirin                 |                                    |                                          |
| 2016     |                 | sprint · 12e keirin                 |                                    |                                          |
| 2017     |                 | 5e sprint                           |                                    |                                          |
| Elite    |                 |                                     |                                    |                                          |
| 2014     |                 | 4e keirin 8e sprint                 |                                    |                                          |
| 2015     |                 | 19e sprint 29e keirin               |                                    |                                          |
| 2016     |                 |                                     |                                    |                                          |
| 2017     |                 | 5e sprint                           | 18e sprint 21e keirin              |                                          |
| 2018     |                 | 8e sprint                           | 12e sprint 13e keirin              |                                          |
| 2019     |                 |                                     | 27e sprint                         | Europese Spelen: 5e sprint               |
| 2020     |                 | sprint                              | 28e sprint                         |                                          |
| 2021     |                 | 13e sprint 25e keirin               | 17e keirin 24e sprint              |                                          |
| 2022     | sprint · keirin | 9e teamsprint 10e sprint            | 13e teamsprint                     |                                          |
| 2023     |                 | 9e sprint 10e teamsprint 11e keirin | 16e teamsprint 18e sprint          |                                          |
| 2024     |                 | 8e sprint 12e keirin                | 12e sprint 19e keirin              | Olympische Spelen: 15e sprint 23e keirin |

## Ploegen
- 2024 –  PSC Domino